# Might and the Man
Might and the Man er en amerikansk stumfilm fra 1917 af Edward Dillon.

## Medvirkende
- Elmo Lincoln som McFadden
- Carmel Myers som Winifred
- Wilbur Higby som Hiram Sloan
- Lillian Langdon som Mrs. Sloan
- Clyde E. Hopkins som Clarence Whitman